# بحيرة يريفان
بحيرة يريفان هي بحيرة تقع في منطقة شنغافيت في جنوب غرب يريفان، عاصمة أرمينيا على مسار نهر هرزدان. تشكلت البحيرة في الفترة ما بين 1963 و 1966، ليتم فتحها في عام 1967.